# Movin' Melodies
Movin' Melodies è il primo album in studio del DJ tedesco ATB, pubblicato nel 1999.

## Tracce
1. The First Tones
2. Emotion
3. Underwater World
4. Zwischenstück
5. 9pm (Till I Come)
6. Killer 2000
7. Too Much Rain (ATB vs. Woody Van Eyden Mix)
8. Don't Stop!
9. Obsession
10. My Dream
11. Kayama
12. Beach Vibes (EFF)
13. Movin' Melodies
14. Sunburn
15. 9 PM (Till I Come) (Signum Mix) (Bonus Track)